# Araneus scutigerens
Araneus scutigerens là một loài nhện trong họ Araneidae.
Loài này thuộc chi Araneus. Araneus scutigerens được Henry Roughton Hogg miêu tả năm 1900.